# Indigofera kasinii
Indigofera kasinii là một loài thực vật có hoa trong họ Đậu. Loài này được Boonyam. miêu tả khoa học đầu tiên.